# Небо здесь
«Небо здесь» — российская рок-группа, базирующаяся в Москве.

## История
В 1991 году Игорь Тимошин основал англоязычную группу «Team Ocean». Коллектив «Team Ocean» играл музыку с акцентом на кельтские мотивы и выпустил магнитоальбом «Celts» в 1995 году. Немного позже группа сменила музыкальное направление и перестроилась на музыку, близкую к гранжу, и восточную идеологию. В 1999 году группа стала исполнять песни на русском языке и вскоре была переименована в «Небо здесь» в честь собственной песни. «Небо здесь» играют музыку в собственном уникальном стиле, иногда в шутку давая название «Кришна-кор».
Выпустив в 2000 году первый студийный альбом «Небо Здесь», группа ушла в тень и вернулась только через три года. В 2004 году коллектив выпустил пластинку «Мертвый сезон». В 2005 году вышел альбом «Всё или ничего», а в 2006 году — «На моей волне». В 2011 году вышел сингл «Белый флаг», в 2013 году — сборник B-Sides «Team Ocean», а также синглы «Целую вечность» и «Абонент». В 2015 году на лейбле «Rightscom Music» был издан сборник «Избранное».

## Альбомы и песни

### Небо Здесь
Первый альбом «Небо здесь» был выпущен в 2000 году на студии «Мелодия» в Санкт-Петербурге.
В альбом вошло 13 композиций:
1. Синее солнце
2. Пуля в груди
3. Чужая игла
4. Джая Кришна Чайтанья
5. Человек без лица
6. Не торгуй собой
7. Небо здесь
8. Мёртвое сердце
9. Твою тень
10. Песня Света
11. The taste of Separation
12. Medicins Sans Frontieres
13. Океан

Продюсером альбома выступил Андрей Алякринский (звукорежиссер группы Tequilajazzz). В журнале Fuzz отметили, что альбом «впечатляет своим техническим уровнем, и экзотично-ломовым звучанием». Afisha.ru также отметила качество записи, интересную музыку и хороший вокал Тимошина, а Звуки.ру — жесткую гитарную музыку и стихи о вечном.

### Мертвый сезон
В 2004 году вышел альбом «Мертвый сезон», включивший в себя 11 композиций:
1. Смерти нет
2. Мёртвый сезон
3. ПаралЛельный мир
4. Небо здесь
5. Компрачикос
6. Не жилец
7. Чёрный ворон
8. Ты не уйдешь
9. Потерялся в тебе
10. Мир в огне
11. С востока на запад

Альбом также не остался не замеченным в музыкальной среде. Критики отметили, что хотя каждая композиция по отдельности способна вызывать экстаз, альбом в целом выглядит довольно скучным и напрягает депрессивным оттенком. Тем не менее, в композициях использованы сочные и драйвовые риффы, и качество звучания альбома снова оказалось на высоте.

### Всё или ничего
Вышедший в 2005 году альбом «Всё или ничего» в своих композициях продолжает размышления о жизненных ценностях. По сути этот альбом является неотъемлемой частью предыдущего альбома «Мертвый сезон» так как все 25 композиций этих двух альбомов записывались единым процессом в течение трех месяцев.
В альбом вошло 13 песен:
1. Всё или ничего
2. Сохрани мои сны
3. Завтра не будет
4. Не светит
5. Я знаю
6. Счастливый билет
7. Пустой звук
8. Гнуться и качаться
9. Разочарован
10. Сейчас, но не здесь
11. На одну весну
12. Не плачь, я уступлю тебе своё место в аду
13. Крышенька — Лель

Качество звучания альбома, как и предыдущего, также было отмечено высоко. Журнал «Rolling Stone Russia» оценил пластинку на 3,5 баллов из пяти.

### На моей волне
В 2006 вышел их альбом «На моей волне», в который включено 17 композиций:
1. Навсегда
2. Мне просто пришлось
3. Город-убийца
4. Не плачьте, небеса
5. Свобода от свободы
6. Дождись
7. Невозможен
8. Made of pain
9. На моей волне
10. Обречены на самих себя
11. Улыбнись судьбе
12. Without yourself
13. Никто не поверил весне
14. Не жилец
15. Твою тень
16. Мёртвое сердце
17. Пустой звук

В альбоме представлены несколько ремейков, что по мнению лидера группы Игоря Тимошина является естественным процессом:

Просто песни своей жизнью живут, и мы стараемся им помогать. Если песня хочет измениться, мы пытаемся её привести в соответствие тому, что мы делаем.
— Интервью: На моей волне Небо. Звуки.Ru.